# Eugenia belemitana
Eugenia belemitana är en myrtenväxtart som beskrevs av Mcvaugh. Eugenia belemitana ingår i släktet Eugenia och familjen myrtenväxter. Inga underarter finns listade i Catalogue of Life.